# جمعية الصليب الأحمر الإندونيسية
جمعية الصليب الأحمر الإندونيسية (بالإندونيسية: Palang Merah Indonesia) هي منظمة إنسانية في إندونيسيا. وهي عضو في الاتحاد الدولي لجمعيات الصليب الأحمر والهلال الأحمر.
تعد إندونيسيا واحدة من الدول القليلة ذات الأغلبية المسلمة التي تستخدم الصليب الأحمر كرمز لها. لأن إندونيسيا ليست أمة دينية ولا علمانية بشكل صارم، فقد اختارت استخدام الصليب الأحمر كرمز لها. في منتصف عام 2013 كان لجمعية الصليب الأحمر الإندونيسي 32.568 شخصًا في فيلق المتطوعين التابع لها، وعدد 19.294 متطوعًا فرديًا وحوالي 893.381 متطوعًا بالتبرع بالدم، ليصبح المجموع 945.243 شخصًا، وهو مسجل كأعلى عدد من المتطوعين في العالم.

## التاريخ
تم إنشاء جمعية الصليب الأحمر الإندونيسية في 17 سبتمبر 1945، بعد شهر واحد تمامًا من استقلال إندونيسيا. أمر الرئيس سوكارنو بتأسيسها عندما اندلعت معركة بين الجنود الإندونيسيين والقوات المتحالفة معها، تاركة العديد من الجرحى، في 3 سبتمبر 1945. بناءً على الأداء، تلقت الجمعية اعترافًا دوليًا عام 1950 بقبولها كعضو في الصليب الأحمر الدولي وحققت مكانتها القانونية من خلال المرسوم الرئاسي رقم 25 لعام 1959، والذي تم تعزيزه لاحقًا بموجب المرسوم الرئاسي رقم 245 لعام 1963.